# Vierde klasse (Nederlands amateurvoetbal)
De Vierde klasse is met ingang van het seizoen 2016/17 het zevende amateurniveau in het Nederlands amateurvoetbal en het negende voetbalniveau van Nederland. De Vierde klasse telt in het seizoen 2024/25 50 competities, 26 in het zaterdagvoetbal en 24 in het zondagvoetbal.

## Opzet
Elke competitie in de Vierde klasse bestaat in principe uit veertien voetbalteams. De kampioenen in de Vierde klasse promoveren direct naar de Derde klasse. De periodekampioenen mogen, mits ze niet op een degradatieplaats zijn geëindigd, meedoen aan de nacompetitie om promotie. De ploeg die als laatste eindigt, degradeert direct naar de Vijfde klasse. De club die als voorlaatste eindigt moet nacompetitie spelen voor klasse behoud.
|          | West I                                  | West II                                 | Zuid I                                  | Zuid II                                                                 | Oost                                    | Noord                                           | Totaal |
| -------- | --------------------------------------- | --------------------------------------- | --------------------------------------- | ----------------------------------------------------------------------- | --------------------------------------- | ----------------------------------------------- | ------ |
| Zaterdag | 4A (14) 4B (14) 4C (12) 4D (14) 4E (14) | 4A (14) 4B (14) 4C (14) 4D (13) 4E (12) | 4A (11) 4B (12) 4C (12) 4D (12) 4E (12) |                                                                         | 4A (12) 4B (12) 4C (12) 4D (12) 4E (12) | 4A (14) 4B (14) 4C (14) 4D (14) 4E (14) 4F (14) | 26     |
| Zondag   | 4A (12) 4B (12) 4C (11)                 |                                         | 4A (11) 4B (12) 4C (11) 4D (11)         | 4A (12) 4B (12) 4C (12) 4D (12) 4E (12) 4F (12) 4G (12) 4H (12) 4I (12) | 4A (13) 4B (14) 4C (14) 4D (14) 4E (12) | 4A (13) 4B (13) 4C (13)                         | 24     |
| Totaal   | 8                                       | 5                                       | 9                                       | 9                                                                       | 10                                      | 9                                               | 50     |

N.B. Tussen haakjes het aantal deelnemende teams

## Historie

### Ontwikkeling van het niveau op de voetbalpiramide
In het zondagvoetbal was de vierde klasse tot 1974 ook het vierde amateurniveau en van 1974-2010 het vijfde amateurniveau. In het zaterdagvoetbal was de vierde klasse sinds de introductie in 1941 tot 1946 het hoogste amateurniveau, van 1946-1956 het tweede amateurniveau, van 1956-1970 het derde amateurniveau, van 1970-1996 het vierde amateurniveau en van 1996-2010 het vijfde amateurniveau. Van 2010-2016 was het in beide afdelingen het zesde amateurniveau en vanaf het seizoen 2016/17 het zevende amateurniveau.
| AM | Periode                                       |
| -- | --------------------------------------------- |
| 1e | Zaterdag: 1941 t/m 1946                       |
| 2e | Zaterdag: 1946 t/m 1956                       |
| 3e | Zaterdag: 1956 t/m 1970                       |
| 4e | Zaterdag: 1970 t/m 1996 Zondag: t/m 1974      |
| 5e | Zaterdag: 1996 t/m 2010 Zondag: 1974 t/m 2010 |
| 6e | 2010 t/m 2016                                 |
| 7e | v.a. 2016                                     |

### Seizoen 2018/19, West II zondag
West II zondag: het seizoen 2018/19 was een overgangsseizoen voor de derde- en vierde klassers in dit district. In de eerste seizoenshelft (september-februari) speelden de clubs in vier groepen (Q1-Q4) met elk vijftien teams een halve competitie (7x thuis, 7x uit). Hierna volgde een splitsing in een “3e klasse hoog” (HA-HB) met 2x twaalf teams (en waarin om promotie naar 2e klasse werd gestreden) en “3e klasse laag” (LA-LD) met 3x acht teams en 1x negen teams (er waren inmiddels drie teams uitgevallen). Ook hierin werd in elke groep een halve competitie gespeeld. Voor het seizoen 2019/20 had dit moeten resulteren in twee derde- en twee vierde klasse competities. In maart 2019 maakte de KNVB (West-II) eerst bekend dat met ingang van het seizoen 2019/20 de Vierde klasse zondag zou worden opgeheven en met ingang van 2020/21 ook de Derde klasse. De clubs dienden de overstap naar de zaterdagafdeling te maken of hun heil in het zondagvoetbal in de aansluitende districten West-I of Zuid-I te zoeken. In mei volgde een aanpassing op dit besluit, waardoor de wijziging op zijn vroegst per 2020/21 ingaat.+ Voor het seizoen 2019/20 resulteerde dit in een Vierde klasse met een competitie (4A). In 2020/21 werd er geen competitie in de Vierde klasse aangeboden, in 2021/22 een competitie (4A) waarin zes teams waren ingedeeld in de conceptindeling per 9 juli 2021.

## Kampioenen zaterdagclubs
In de seizoenen 1941/42 tot en met 1945/46 was de vierde klasse het hoogste niveau in de zaterdagafdeling. De klasse kampioenen in deze periode zijn hieronder weergegeven.
| 1e amateurniveau | 1e amateurniveau | 1e amateurniveau  | 1e amateurniveau | 1e amateurniveau | 1e amateurniveau |
| Jaar             | District-II      | District-II       | District-II      | District-II      | Zaterdagkampioen |
| Jaar             | 4A               | 4B                | 4C               | 4D               | Zaterdagkampioen |
| ---------------- | ---------------- | ----------------- | ---------------- | ---------------- | ---------------- |
| 1942             | Excelsior Pernis | Quick Boys        |                  |                  |                  |
| 1943             | Oranje Wit       | RVV Semper Altius |                  |                  | Oranje Wit       |
| 1944             | Excelsior Pernis | Quick Boys        |                  |                  | Excelsior        |
| 1945             | geen competitie  | geen competitie   | geen competitie  | geen competitie  | geen competitie  |
| 1946             | Oranje Wit       | Excelsior Pernis  | CSVD             | Quick Boys       | Quick Boys       |

Bekers:
KNVB beker (amateurs) · Super Cup (amateurs) · Districtsbekers
Niveaus:
Tweede divisie · Derde divisie · Vierde divisie · 1e klasse · 2e klasse · 3e klasse · 4e klasse · 5e klasse · 6e klasse · 7e klasse · 8e klasse